# Simone Ghini
Simone Ghini, conegut també com a Simone Ghini I i com a Simone I di Giovanni di Simone Ghini, va ser un escultor florentí del Renaixement, nascut l'any 1406 o el 1407. Se'l coneix fonamentalment pel seu mausoleu al papa Martí V, situat a la Basílica de Sant Joan del Laterà, a Roma. En companyia d'Antonio Filarete va fer unes portes de bronze per a la Basílica de Sant Pere, a la ciutat del Vaticà.
Giorgio Vasari a les seues Vides dels més excel·lents pintors, escultors i arquitectes diu erròniament que Simone era germà de Donatello.
Simone Ghini va morir l'any 1491.